# Brendon Urie
Pour les articles homonymes, voir Urie.
Brendon Boyd Urie (né le 12 avril 1987 à St George, Utah) est le chanteur du groupe Panic! at the Disco, dont il était, jusque 2023, le seul membre permanent. Il joue aussi de plusieurs instruments (guitare, piano, orgue, basse et batterie).

## Biographie
Brendon Urie est né à Saint George. Il est le cinquième enfant (et benjamin) de sa famille. Il fréquente le lycée Palo Verde à Summerlin, une banlieue de classe moyenne-supérieure de Las Vegas. Ses parents, membres de l'Église de Jésus-Christ des saints des derniers jours, souhaitent le voir aller à l'université mais il continue ce qui l'intéresse en intégrant Panic! at the Disco. Il commence à travailler avec ce groupe lors de sa dernière année de lycée. Son père s'est opposé à ce qu'il arrête ses études pour se lancer dans la musique. Il s'est cependant réconcilié avec lui lors du premier spectacle du groupe.
Pete Wentz a été un temps son coach vocal.

## Carrière

### Panic! at the Disco
Brendon Urie rencontre Brent Wilson aux cours de guitare que propose son lycée, et ce dernier lui propose le rôle de guitariste dans le groupe de Panic! at the Disco. Ryan Ross était censé être le chanteur principal, mais après avoir entendu chanter Urie, celui-ci se vit offrir le rôle de chanteur du groupe.
Panic! at the Disco se fait connaître dès la sortie de son premier album A Fever You Can't Sweat Out sorti en 2005, notamment avec la chanson I Write Sins Not Tragedies, qui est élue vidéo de l'année aux MTV VMA's 2006. En 2008 sort le deuxième album du groupe: Pretty. Odd. Pour cet album, Urie a lui-même écrit deux des chansons : I Have Friends in Holy Spaces et Folkin' Aroud (alors que Ross était le principal parolier durant ces deux albums.). Le brusque changement musical du groupe dans cet album surprend les critiques et les fans.
En 2011, le groupe sort un nouvel album : Vices and Virtues, après le départ de Ryan Ross (guitariste) et Jon Walker (bassiste). Un temps membre de session, Dallon Weekes rejoint officiellement le groupe en 2012. Il s'ensuit l'album Too Weird to Live, Too Rare to Die! en 2013. En 2015, le batteur Spencer Smith quitte également le groupe, ainsi que le nouveau bassiste Dallon Weekes qui redevient un membre de tournée (il finira par quitter définitivement le groupe à la fin de 2017). Brendon Urie devient ainsi le seul membre permanent du groupe. En janvier 2016, leur cinquième album sort : Death of a Bachelor.
En juin 2018 le sixième album de Panic! At The Disco sort: il est nommé Pray for the Wicked.

### Comédies musicales
Durant l'été 2017, Brendon Urie chante dans la comédie musicale de Broadway Kinky Boots, jouant le rôle de Charlie Price.

### Collaborations

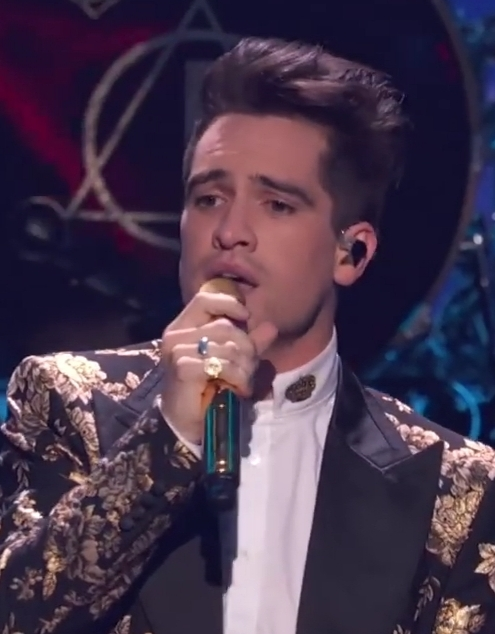
Urie en 2018.

Brendon Urie fait une apparition dans le clip de Fall Out Boy A Little Less Sixteen Candle, A Little More Touch Me, comme membre de la bande des « Dandies », apprenti et assistant du leader, William Beckett (The Academy Is...). Il a aussi fait tout le clip de A Weekend At Pete Rose's avec Spencer Smith dans lequel ils portent Pete Wentz mort. Il apparaît aussi un court moment dans le clip de What A Catch, Donnie toujours de Fall Out Boy, et a également fait un duo avec eux pour la chanson 20 Dollar Nose Bleed.
Brendon Urie apparaît également aux côtés des autres membres de son groupe dans le clip de The Cab, pour One of THOSE Nights et dans celui de Gym Class Heroes pour Clothes off. En 2017 il fait une apparition dans le clip de Charlie XCX - Boys où on peut retrouver d'autres artistes.
Brendon Urie participe en 2009 au projet Razia's Shadow de Forgive Durden, chantant dans les chansons The Exit, et The End of The Beginning. En 2014 il chante dans la chanson "Love in the Middle of a Firefight" de Dillon Francis, et participe à la chanson Keep On Keeping On en duo avec Travie McCoy de Gym Class Heroes. En 2015, il chante aux côtés de Lil Dicky dans le single "Molly". En septembre 2016, il chante avec le groupe de metalcore Every Time I Die dans la chanson It Remembers. En Avril 2019, il participe à la chanson "Earth" de Lil Dicky, entouré de nombreux autres artistes. Le 26 Avril 2019 sort un duo avec Taylor Swift intitulé "ME!", premier single extrait du nouvel album de celle-ci. La chanson est un énorme succès, atteignant les 100 millions de vues sur Youtube en seulement quelques jours.

## Vie privée
Il a brièvement fréquenté Audrey Kitching en 2006. Le motif de leur séparation est encore inconnu à ce jour.
Il épouse Sarah Orzechowski le 27 avril 2013 à Malibu, après s'être fiancés le 19 septembre 2011,. Il dédie d'ailleurs à son épouse la neuvième chanson de l'album Vices and Virtues intitulée Sarah Smiles. Cette chanson a en effet été écrite au début de leur relation. La dernière chanson de l'album Too Weird to Live, Too Rare to Die!, intitulée The End of All Things, faisant certainement référence à son récent mariage avec Sarah. Il dit d'ailleurs que cette chanson est sa favorite de cet album car elle a une signification très personnelle. En effet, les paroles de cette chanson sont ses vœux de mariage destinés à son épouse.
Brendon Urie a révélé dans une interview en 2013 qu'il avait déjà eu des expériences homosexuelles dans sa vie, mais qu'il se définissait comme hétérosexuel, étant marié depuis 2013 à une femme, Sarah Orzechowski, qui est par ailleurs elle-même bisexuelle. En juillet 2018, il précise sa position, se présentant comme pansexuel : « Je suis en couple avec une femme et je suis très amoureux d'elle, mais je ne suis pas opposé à une relation avec un homme parce que ce qui me séduit en premier lieu chez une personne c'est elle-même et pas son sexe. Si la personne est géniale, elle est géniale, j'aime juste les bonnes personnes, celles qui ont du cœur. Je suis absolument attiré aussi par les hommes,. ».
Dans une interview accordée à Rolling Stone en 2016, Urie a déclaré être synesthète.
En février 2017, Urie a déménagé de sa maison à Los Angeles, dans un endroit inconnu, disant que « les visites et le harcèlement constant » des fans qui l'approchaient chez lui l'ont conduit à se sentir en danger.
Urie a déclaré qu'il avait reçu un diagnostic de TDAH et qu'on lui avait prescrit des médicaments contre cette maladie dès son plus jeune âge. Il dit qu'il aime être ouvert au sujet de sa santé mentale à ses fans,.

## Philanthropie
Brendon Urie a depuis 2013 apporté régulièrement son soutien à la communauté LGBT, notamment en ce qui concerne le mariage homosexuel et les droits des personnes trans. Il a pris parti contre les lois transphobes "bathroom bill" votées notamment en Caroline du Nord en 2016. En juin 2018, il fonde l'organisation caritative Highest Hopes, destinée à aider les personnes LGBT et les victimes de racisme. Urie effectue ensuite par le biais de Highest Hopes un don d'un million de dollars à l'association GLSEN pour aider les jeunes personnes LGBT. En Avril 2019, il annonce qu'Highest Hopes a obtenu 1,3 million de dollars de dons grâce aux fans de Panic! At the Disco. Il reçoit d'ailleurs un "Inspiration Award" de la part de GLSEN en Mai 2019.

## Anecdotes
Brendon Urie a un tatouage sur le bras gauche (un piano) qu'il s'est fait en même temps que Ryan Ross. Il en a depuis fait plusieurs autres (notamment des fleurs hawaïennes autour du piano, un portrait de Frank Sinatra, une représentation de Freddie Mercury, l’œil de sa femme entouré de ses fleurs préférées, des roses jaunes, le symbole du groupe Panic! At the Disco ainsi que trois tatouages représentant les tournées This is Gospel tour, Death of a Bachelor and Viva Las Vengeance tour).Il en a aussi un avec le groupe "Every Time I Die", groupe avec lequel il a collaboré.
Urie était un utilisateur très célèbre du réseau Vine, son compte totalisait environ 1 million d'abonnés en 2016. Son compte Vine était basé sur des vidéos humoristiques la plupart du temps sans lien avec ses activités musicales, si bien qu'il a révélé que parfois des fans de son compte Vine venaient lui demander un autographe dans la rue, sans savoir qu'il était également le chanteur de Panic! At The Disco. Depuis 2018, il utilise de façon très régulière le réseau Twitch pour streamer en live, ce qui lui permet de parler avec ses fans ou de jouer à des jeux vidéos.

## Discographie
Page : Panic! at the Disco discography

### Albums de Panic! at the Disco
- A Fever You Can't Sweat Out (2005)
- Pretty. Odd. (2008)
- Vices and Virtues (2011)
- Too Weird to Live, Too Rare to Die! (2013)
- Death of a Bachelor (2016)
- Pray for the Wicked (2018)
- Viva Las Vengeance (2022)